# لیونلو مانفردونیا
لیونلو مانفردونیا (به ایتالیایی: Lionello Manfredonia) بازیکن فوتبال و اهل ایتالیا است که از سال ۱۹۷۷ میلادی عضو تیم ملی فوتبال ایتالیا بوده و در ۴ بازی ملی حضور داشته‌است. او در بازی‌های ملی‌اش گلی به ثمر نرساند.
لیونلو مانفردونیا آخرین بازی ملی خود را در سال ۱۹۷۸ میلادی انجام داد.